# 掃天観測
掃天観測（そうてんかんそく、英語: astronomical survey、スカイサーベイとも）は、望遠鏡を用いて一定範囲の夜空を観測することをいう。特定の天体を観測する指向観測と対をなす概念である。過去の掃天観測においては、可視光や電波などある特定の波長域あるいはある種の粒子(宇宙線)を観測し、天体カタログを作製することが主な目的であった。近年、観測技術の進展と天文学全体への理解の進展により、ある領域に対して様々な波長の電磁波で観測するなどの手法がとられるようになってきた。特に銀河天文学や観測的宇宙論のためのサーベイでは、これが標準的な手法になりつつある。また、地球に接近する彗星や小惑星などの小天体を発見するための掃天観測や、全天を短期間でサーベイし続けることで、位置や明るさが変動するあらゆる天体を網羅的に発見しようとする大規模掃天観測も構想されている。

## 掃天観測の一覧
- 可視光
  - パロマー天文台スカイサーベイ(POSS) - 写真乾板による北天の観測、1948-1958
  - デジタイズド・スカイ・サーベイ - POSSと他のいくつかの写真乾板をデジタル技術によりスキャン、1994
  - スローン・デジタル・スカイサーベイ - 可視光撮像・分光観測、2000-2006 (第1期)

- 赤外線

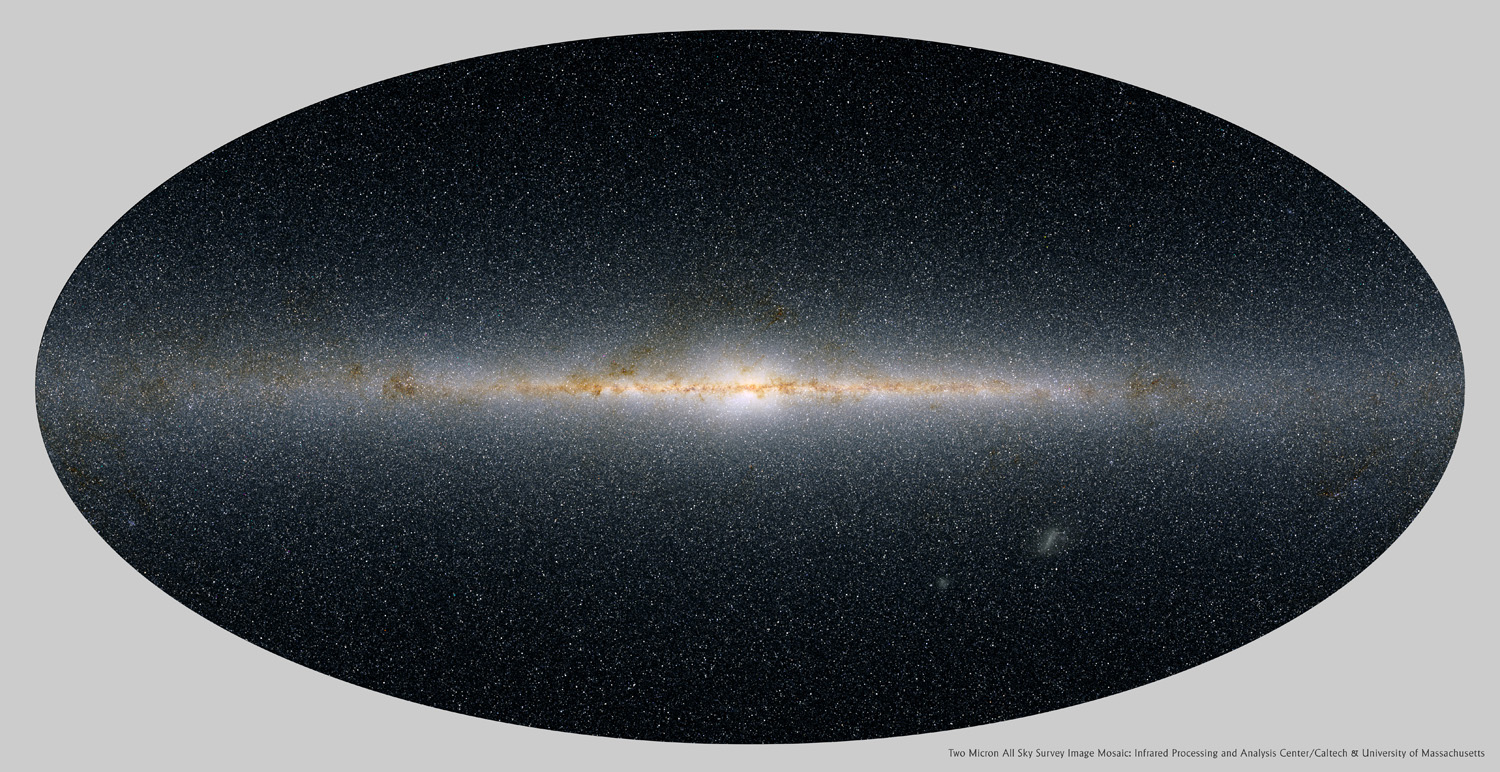
2MASSで得られた全天赤外線画像

  - IRAS 波長12, 25, 60, 100μmの赤外線掃天観測、1983
  - 2MASS 地上望遠鏡を用いたJ, H, Ksバンド(波長1.25, 1.65, 2.17μm)の観測、1997-2001
  - あかり 日本の宇宙航空研究開発機構が打ち上げた衛星による赤外線掃天観測、2006-2008

- 電波
  - HIPASS - パークス天文台が行った、南天の中性水素原子輝線観測、1997-2002
  - Ohio Sky Survey - 周波数1415MHzの電波で19,000個以上の電波天体を検出、1965-1973
  - NVSS - 周波数1.4GHzの電波で赤緯-40度以北の空を観測
  - FIRST - 波長20cmの電波で暗い電波天体を探す観測計画

- 計画中
  - パンスターズ - 望遠鏡4台を組み合わせ、移動天体と変光天体を観測するための計画
  - 大型シノプティック・サーベイ望遠鏡 - パンスターズと同様の目的を持つ口径8mの望遠鏡建設計画

### マゼラン雲のサーベイ観測
- MCPS(The Magellanic Clouds Photometric Survey) - UBVIバンド (可視光)
- SAGE(Surveying the Agents of a Galaxy's Evolution) - スピッツァー宇宙望遠鏡による大マゼラン雲の観測計画

### 多波長掃天観測
- GOODS(Great Observatories Origins Deep Survey) - グレートオブザバトリー計画による観測
- COSMOS - 宇宙の進化を探るサーベイ観測

これらの観測には、ハッブル宇宙望遠鏡、スピッツァー宇宙望遠鏡、チャンドラ、XMM-Newtonが参加しており、地上にある望遠鏡とも協力しながら研究がすすめられている。

### 地球接近天体のサーベイ
- リンカーン地球近傍小惑星探査(LINEAR) - 地球近傍小惑星を発見するための掃天観測。彗星も多数発見。
- 地球近傍小惑星追跡(NEAT) - NASAが行う地球近傍小惑星の発見のための掃天観測。